# هاينريش روزه
هاينريش روزه (بالألمانية: Heinrich Rose)‏ (و. 1795 – 1864 م) هو كيميائي، وأستاذ جامعي، من ألمانيا، ولد في برلين، كان عضوًا في الجمعية الملكية، والأكاديمية الأمريكية للفنون والعلوم، والأكاديمية الروسية للعلوم، والأكاديمية البروسية للعلوم، والأكاديمية الملكية السويدية للعلوم، والأكاديمية الألمانية للعلوم ليوبولدينا، توفي في برلين، عن عمر يناهز 69 عاماً.

## مناصب وهيئات
أدار جامعة هومبولت في برلين.

## جوائز
حصل على جوائز منها:
- وسام الاستحقاق للفنون والعلوم
- وسام الاستحقاق (بروسيا).

## روابط خارجية
- هاينريش روز على موقع الموسوعة البريطانية (الإنجليزية)